# أنتوني إيرنست غالو
أنتوني إيرنست غالو (بالإنجليزية: Anthony Ernest Gallo)‏ هو كاتب مسرحي أمريكي، ولد في 3 فبراير 1939.